# Хе Веньна
Хе Веньна  (кит. 何雯娜, пін. Hé Wénnà, 19 січня 1989) — китайська стрибунка на батуті, олімпійська чемпіонка.

## Виступи на Олімпіадах
| Олімпіада   | Дисципліна | Місце |
| ----------- | ---------- | ----- |
| Пекін 2008  | особисті   | 1     |
| Лондон 2012 | особисті   | 3     |
| Ріо 2016    | особисті   | 4     |